# Fareisa Joemmanbaks
Fareisa Rouella Joemmanbaks (Paramaribo, 2 oktober 1984) is een Surinaams model en actrice. In 2006 werd ze gekroond tot Miss India Suriname, en het jaar daarop in Fords (New Jersey) tot Miss India Worldwide 2007, voor de Zuid-Afrikaanse Nadia Vorajee en de Canadese Sapna Sehravat.
De Surinaamse speelde mee in de Nederlands–Indiase filmproductie Saiyaan Chitchor, waarin ze de rol van Amisha vertolkte. Het was tot nu toe haar eerste optreden als actrice.

## Missverkiezingen
- 2007: Miss India Worldwide
- 2006: Miss India Suriname

## Filmografie
- Saiyaan Chitchor (2008) - Amisha